# Будище (Городнянский район)
Бу́дище (укр. Будище) — село, расположенное на территории Городнянского района Черниговской области (Украина). Расположено в 23 км на северо-запад от райцентра Городни. Население — 85 чел. (на 2006 г.). Адрес совета: 15132, Черниговская обл., Городнянский р-он, село Дроздовица, ул. Перемоги,4 , тел. 3-67-31. Ближайшая ж/д станция — Грибова Рудня (линия Гомель-Бахмач), 15 км; Замглай (линия Гомель-Чернигов), 20 км .

## История села
Точная дата основания села Будище не известна. В архиве Черниговской области первые записи о жителях села встречаются с 1739 года. Население села составляли «однодворцы» крестьяне собственники, отставные солдаты и унтер-офицеры. В соответствии со списком населённых пунктов Черниговской губернии, Городнянского уезда за 1866 год, по данным 1859 года. Деревня Будище располагалась по Смоленскому почтовому тракту от г. Городни в г. Смоленск, по левую сторону тракта, при безымянном болоте в 19 верстах от г. Городни. В деревне было 37 дворов, проживало 165 мужчин и 182 женщины. Статус села Будище получило в 1886 году после строительства Преображенской церкви. Жители села разговаривают на смешенном белорусско-украинском диалекте, характерным для севера Черниговской области.
Фамилии семей старожил села Будище до и после революции 1917 года:
Авраменко, Аменьченко, Анищенко, Башлак, Бизуля, Брезгун, Высоцкий, Горелый, Дрозд, Калошка, Каноненко, Кравченко, Кожемяко, Кулиш, Кучерин, Ланонин, Леоненко, Лешок, Ляшок, Лозовой, Петренко, Розин, Руденок, Смолянченко, Сикун, Слюнко, Скидан, Сызуля, Таран, Третьяк, Фазиннов, Чугай, Штаненко, Шученко, Заяц…
После Революции 1917 года в селе располагалось 186 дворов, проживало около 500 жителей. В своих хозяйствах содержалось 220 коней, около 400 коров, свиней, много овец и других домашних животных. Многие жители села держали пасеки. В центре села стояла Преображенская церковь, в которую ходили не только жители села, но и жители ближайших деревень и хуторов. Была и гордость селян — паровая мельница, которая славилась на всю округу. В 1930 году одним из первых в области в селе был организован колхоз, названый в честь 13 годовщины Октября (Октябрьской Социалистической революции). Жители пережили коллективизацию с раскулачиванием, голодом 1933 года, сталинскими репрессиями, унёсшими многие жизни сельчан.
Во время Второй Мировой Войны село находилось в оккупационной зоне.
Имена павших в бою за освобождение села:
- Мл. Лейтенант Боровиков Г. Н.
- Рядовой Заречнев А. М.
- Ефрейтор Зубков А. Г.
- Мл. Сержант Кравченко Н. М.
- Батальонный комиссар Мисник Дмитрий Андреевич
- Старшина Резницкий А. С.
- Рядовой Талалаев А. Г.
- Ст. сержант Тотмянин Н. К.

Имена погибших воинов односельчан:
Авраменко Н. И., Авраменко И. Г., Авраменко Н. Г., Авраменко Н. Н., Авраменко К. Н., Авраменко А. Н., Авраменко А. А., Авраменко П. Я., Авраменко Ф. А., Авраменко И. А., Бизуля И. А., Брезгун В. И., Брезгун П. Ф., Брезгун В. Н., Брезгун С. В., Башлак А. Н., Высоцкий В. В., Горелый И. С., Дрозд А. Л., Дрозд К. Г., Дрозд В. Г., Дрозд И. Г., Дрозд А. Ф., Дрозд Е. В., Дрозд В. К., Дрозд А. Ф., Дрозд Ф. И., Дрозд С. И., Кравченко И. Т., Кожемяко Д. А., Леоненко П. С., Лешок А. Я., Лозовой И. Н., Лозовой А. Н., Лозовой С. Н., Руденок П. А., Руденок Н. В., Руденок И. Г., Руденок П. Ф., Руденок Н. П., Смолянченко С. И., Смолянченко В. Д., Смолянченко Г. А., Смолянченко И. М., Смолянченко Ф. В., Смолянченко И. А., Смолянченко В. Н., Сикун А. А., Слюнко Н. Н., Скидан П. Е., Штаненко Е. М., Штаненко И. М., Штаненко Н. Я., Штаненко Н. Я., Штаненко Д. Ф., Штаненко Г. Я., Штаненко Н. Г., Штаненко В. П., Штаненко П. Н., Штаненко Н. Т., Заяц С. Е.
После войны сельчане в короткие сроки возродили разрушенное хозяйство и уже в 50х годах в колхозе было три автомобиля, хорошая молочная ферма, свиноферма, большая пасека, содержались кони, волы, овцы, куры и гуси.
В 1958 году колхоз села Будище был расформирован и присоединён к колхозу «красный партизан» соседнего села Дроздовица. С этого времени начался упадок. В Будище были уничтожены многие животноводческие и сельскохозяйственные объекты, упразднена сельская школа.
В 1989 году колхозное имущество и земли села Будище были проданы Черниговскому радиозаводу. Без постоянной обработки и удобрения земля в Будищах перестала плодоносить. Не видя перспективы из села уехала молодежь. Сельскохозяйственную технику и колхозное имущество растащили в неизвестном направлении. Не осталось и следов от двух коровников и зданий животноводов, телятника, овчарни и курятника. По сей день можно увидеть руины когда-то добротного свинарника. Оставалась, правда, зернодробилка (ДКУ) на которой сельчане до последнего часа мололи зерно со своих участков, но теперь и её уже нет. Теперь в Будище совсем не обрабатывается земля, поля заросли сорняками и лесом. Некоторое время из села Ловынь пригоняли на выпас молодняк крупного рогатого скота.
Криминальная банда, охотников за старинными церковными артефактами, ограбила и сожгла Преображенскую церковь. Старожилы помнят, что в ту ночь был сильный ветер, потушить не смогли, церковь горела в ночи словно свеча. Теперь остался только фундамент.
Недавно построили хорошую асфальтовую дорогу связывающую автомагистраль с неизвестным лесным объектом поблизости от села Будище, ответвление новой дороги подходит к окраине села, в самом селе плохо проездная грунтовая дорога. Местные жители полагают, что неизвестный лесной объект планировался местом захоронения европейских радиоактивных отходов.
В настоящее время село находится в запустение, сельскохозяйственных работ не ведётся, там постоянно проживают несколько семей стариков пенсионеров. Из ближайшего города Городня в Будище раз в неделю ездит автобус.
Нет, не сбылись мечты отцов-основателей про счастливую жизнь на этой земле, не стало их село цветущим садом. Истощилась земля, засыхают сады, в колодцах летом пересыхает вода, а после мелиорации болотистой местности при небольшом ветре подымаются в небо тучи пыли за которой, наверное, не видно всех несчастий, которые выпали на долю жителей села Будище.